# Rudnóy Teréz
Rudnóy Teréz (Léva, 1910. január 20. – Esztergom, 1947. március 12.) szlovákiai, zsidó származású magyar írónő.

## Élete és munkássága
Lőwy Teréz néven, a lexikonok szerint 1910-ben, a levéltár és mások tanúsága szerint 1908. január 20-án született zsidó családban, Lőwy Lipót nagykereskedő leányaként. Az irodalom szeretetét anyja, Hollósy Irén révén szívta magába. Tanulmányait Léván és Esztergomban végezte. 
A Magyar Újság jelentette meg első novelláit 1936-ban, Engel Teri néven. 1939-ben megjelent első regénye is Osztott szerelem címmel, amelyet a korabeli kritika osztatlan elismeréssel fogadott. De ebben az évben már második regénye, az Izzó kemence, egy évre rá pedig az Öreg ember szerelme is megjelent. 
 Az Új Magyarság nevű fasiszta lap 1943-ban leleplező-feljelentő cikket közölt róla. Egy évvel később Rudnóyt szüleivel, a férjével és két kisfiával együtt Auschwitzba deportálták, rajta kívül csak Lilly nővére élte túl a borzalmakat. 1945 nyarán szabadult, ugyanebben az évben visszhangtalanul jelent meg korábban írt Kerekhold című regénye. Témáját a dunai halászok életéből merítette, bizonyítva, hogy otthon van ezen emberek mindennapjaiban is. 
 Auschwitzből hazatérve Budapesten telepedett le a kassai származású Palotai Borisnál, de gyakran látogatta nővérét Léván. Mivel a nácik a párkányi Mária Valéria hidat felrobbantották, csónakkal keltek át a Dunán. 1947. március 12-én is Lévára akartak utazni, de Esztergomnál a csónakjuk felborult, s Rudnóy a zajló Dunába fulladt. Fő műve, a Szabaduló asszonyok megjelenését már nem érhette meg, így az posztumusz alkotásként jelent meg 1947-ben. 
 Összesen kilenc novellája és öt regénye jelent meg. Regényeiben alakjait határozottan jellemzi, nyelvezete és szerkeszti módja egyszerű.

## Fő művei
- Osztott szerelem (regény, 1939)
- Izzó kemence (regény, 1941)
- Öreg ember szerelme (regény, 1942
- Kerek hold (regény, 1945)
- Szabaduló asszonyok (regény, 1947)